# Tsentralnyi Stadion (Vinnytsia)
El Estadio Central (en ucraniano: Центральний міський стадіон) es un estadio multiusos utilizado principalmente para partidos de fútbol ubicado en la ciudad de Vinnytsia en Ucrania y actualmente es la sede de los equipos FC Nyva Vinnytsia y FC Vinnytsia.

## Historia
Fue construido en 1949 luego de finalizada la Segunda Guerra Mundial por trabajadores de la ciudad de Vinnytsia y del Southwestern Railways, por lo que su nombre al inicio fue de Lokomotyv (Lokomotyv Stadium). Antes de 1972 la capacidad era de 12,000 espectadores.
Entre 1972 y 1980 el estadio fue completamente renovado. Fue reforzado con estructura de concreto, se instalaron torres de iluminación, de radio comunicación, monitor y su capacidad aumentó a 24,000 espectadores.
Durante los Juegos Olímpicos de Moscú 1980 el estadio recibió la llama olímpica como parte del relevo del portador. En 1996 el Tsentralnyi Stadion tuvo dos partidos de la recopa de Europa 1996–97.